# Pepita (minta)

Pepita minta

A pepita mintázat két színből álló, sakktáblaszerű szövetminta:  egy fekete és egy fehér (illetve egy világos és egy sötétebb szín) szabályosan ismétlődő kombinációja.  

## A szó eredete
Ez a  mintázat Pepita de Oliva (sz.: Josefa Durán y Ortega) spanyol táncosnő nevéről, pontosabban kockás kendőjéről kapta a nevét. A táncosnő európai körútja során Pesten is sikeresen fellépett 1853-ban. A pepita szó mai értelme a magyar nyelvben a táncosnő keresztnevének köznevesüléséből keletkezett, már az 1850-es években. 